# Al-Hasaka (distrikt)
al-Hasaka (arabiska: منطقة الحسكة, منطقة مركز الحسكة) är ett distrikt i Syrien.   Det ligger i provinsen al-Hasaka, i den nordöstra delen av landet, 500 kilometer nordost om huvudstaden Damaskus.